# Piloña
Piloña település Spanyolországban, Asztúria autonóm közösségben. Piloña Nava, Cabranes, Villaviciosa, Colunga, Parres, Ponga, Casu, Sobrescobio és Llaviana községekkel határos. Lakosainak száma 6753 fő (2024).

## Népesség
A település népessége az utóbbi években az alábbiak szerint változott:
| Lakosok száma | 8799 | 8475 | 8243 | 8060 | 7793 | 7530 | 7178 | 6973 | 6862 | 6753 |
|               | 2001 | 2004 | 2007 | 2009 | 2012 | 2014 | 2017 | 2019 | 2022 | 2024 |